# Senegal
Republika Senegal je obmorska država v Zahodni Afriki južno od reke Senegal. Na severu meji na Mavretanijo, na vzhodu na Mali, na jugu na Gvinejo in Gvinejo Bissau, na zahodu pa obkroža Gambijo in meji na Atlantski ocean.